# Förstgen (Grimma)
Förstgen ist ein zur Ortschaft Kössern der Großen Kreisstadt Grimma gehöriges Dorf im sächsischen Landkreis Leipzig. Es wurde am 1. Januar 1965 nach Kössern eingemeindet, mit dem es am 1. Januar 1994 zur Gemeinde Großbothen kam. Mit der Auflösung der Gemeinde Großbothen kam Försten mit den vier weiteren nördlichen Ortsteilen am 1. Januar 2011 zur Stadt Grimma. Seitdem bilden Kössern und Förstgen die Ortschaft Kössern.

## Geographie

### Geographische Lage und Verkehr
Förstgen befindet sich südöstlich von Grimma am Unterlauf des Thümmlitzbachs kurz vor seiner Mündung in die Mulde. Der Thümmlitzbach wird östlich von Förstgen zum Thümmlitzsee aufgestaut. Förstgen liegt zwischen der Mulde im Westen und dem Thümmlitzwald im Osten. Zu Förstgen gehört die westlich des Thümmlitzsees gelegene Siedlung Amalienburg, welche ihren Namen von einem ehemaligen Vorwerk hat.
Förstgen liegt an der K8330 zwischen Kössern und Schkortitz.

### Nachbarorte
| Höfgen      |                                             | Keiselwitz |
| Kleinbothen | Kompassrose, die auf Nachbargemeinden zeigt |            |
|             | Kössern                                     |            |

## Geschichte

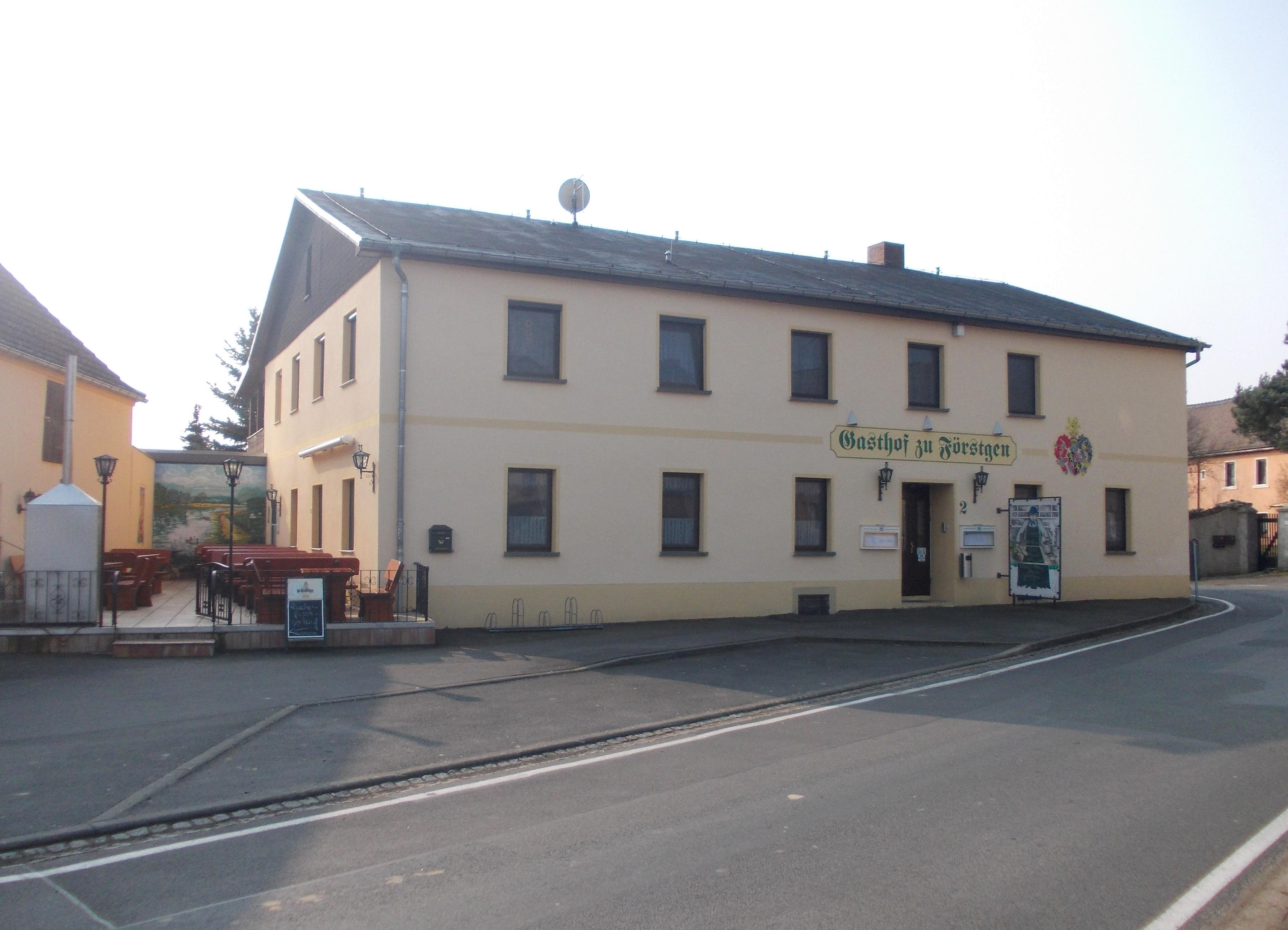
Gasthof in Förstgen

Urkundlich wurde das Gassendorf Förstgen 1305 das erste Mal unter dem Namen „Vorstchan“ erwähnt. Weitere Nennungen waren:
- 1368: Vorstichem
- 1390: Forstchen
- 1488: Forstichen
- 1515: Forstgen

Bis ins 16. Jahrhundert gehörte ein Teil von Förstgen zum Besitz des Zisterzienserinnen-Klosters Nimbschen, welches infolge der Einführung der Reformation und der Säkularisation als geistliches Institut im Jahr 1536 aufgelöst wurde. Anschließend wurde der Wirtschaftsbetrieb und die dazugehörigen Besitzungen vorerst von dem Klosterverwalter fortgeführt, bis im Jahr 1542 der Kurfürst Johann Friedrich von Sachsen (1525–1554) das Klostergut verpachtete. Als Teil des einstigen Besitzes des säkularisierten Klosters Nimbschen bildete dieser Anteil von Förstgen zwischen 1550 und 1856 ein Amtsdorf des kurfürstlich-sächsischen bzw. königlich-sächsischen Schulamts Grimma, welches für die Verwaltung des Besitzes und der wirtschaftlichen Unterhaltung der Fürstenschule Grimma zuständig war. Der andere Anteil von Förstgen gehörte bezüglich der Grundherrschaft zum Rittergut Motterwitz, ein weiterer Anteil um 1764 zum Rittergut Kössern. Diese beiden Rittergutsanteile unterstanden bis ins 18. Jahrhundert dem kurfürstlich-sächsischen bzw. königlich-sächsischen Amt Colditz.
Im 19. Jahrhundert gehörte der ganze Ort Förstgen zum Schulamt Grimma, welches ab 1829 schrittweise mit dem Erbamt Grimma zusammengeführt wurde. Kirchlich gehörte Förstgen bis 1930 zu Höfgen, seitdem zu Großbothen. Bei den im 19. Jahrhundert im Königreich Sachsen durchgeführten Verwaltungsreformen wurden die Ämter aufgelöst. Dadurch kam Förstgen im Jahr 1856 unter die Verwaltung des Gerichtsamts Grimma und 1875 an die neu gegründete Amtshauptmannschaft Grimma.
Durch die zweite Kreisreform in der DDR im Jahr 1952 wurde die Gemeinde Förstgen dem Kreis Grimma im Bezirk Leipzig angegliedert. Am 1. Januar 1965 erfolgte die Eingemeindung nach Kössern. Östlich von Förstgen wurde im Jahr 1975 der Thümmlitzbach zum Thümmlitzsee aufgestaut, der zur Freizeitgestaltung nutzbar ist. Südwestlich des Sees entstand ab 1969 die Bungalowsiedlung Am Thümlitzsee, die auch Amalienburg genannt wird, nach dem früher an dem Standort befindlichen Vorwerk (auch Pielitzberg genannt). Als Ortsteil von Kössern kam Förstgen im Jahr 1990 zum sächsischen Landkreis Grimma, der 1994 im Muldentalkreis bzw. 2008 im Landkreis Leipzig aufging.
Am 1. Januar 1994 wurde die Gemeinde Kössern mit ihrem Ortsteil Förstgen nach Großbothen eingemeindet. Bei der Auflösung der Gemeinde Großbothen kam Förstgen am 1. Januar 2011 mit den vier weiteren nördlichen Ortsteilen – Großbothen, Schaddel, Kleinbothen und Kössern zur Großen Kreisstadt Grimma. Seitdem bilden Kössern und Förstgen die Ortschaft Kössern.

### Entwicklung der Einwohnerzahl
| Jahr    | Einwohnerzahl                              |
| ------- | ------------------------------------------ |
| 1548/51 | 11 besessene Mann, 30 Inwohner, 10 Hufen   |
| 1764    | 11 besessene Mann, 20 Häusler, 9 1⁄2 Hufen |
| 1834    | 198                                        |
| 1871    | 251                                        |

| Jahr | Einwohnerzahl |
| ---- | ------------- |
| 1890 | 272           |
| 1910 | 227           |
| 1925 | 232           |
| 1939 | 238           |

| Jahr | Einwohnerzahl |
| ---- | ------------- |
| 1946 | 293           |
| 1950 | 284           |
| 1964 | 209           |